# Clappertonia minor
Clappertonia minor là một loài thực vật có hoa trong họ Cẩm quỳ. Loài này được (Baill.) Bech. mô tả khoa học đầu tiên năm 1930.